# Seti II
Seti II (... – 1194/1193 a.C.) è stato un faraone della XIX dinastia egizia.

## Biografia

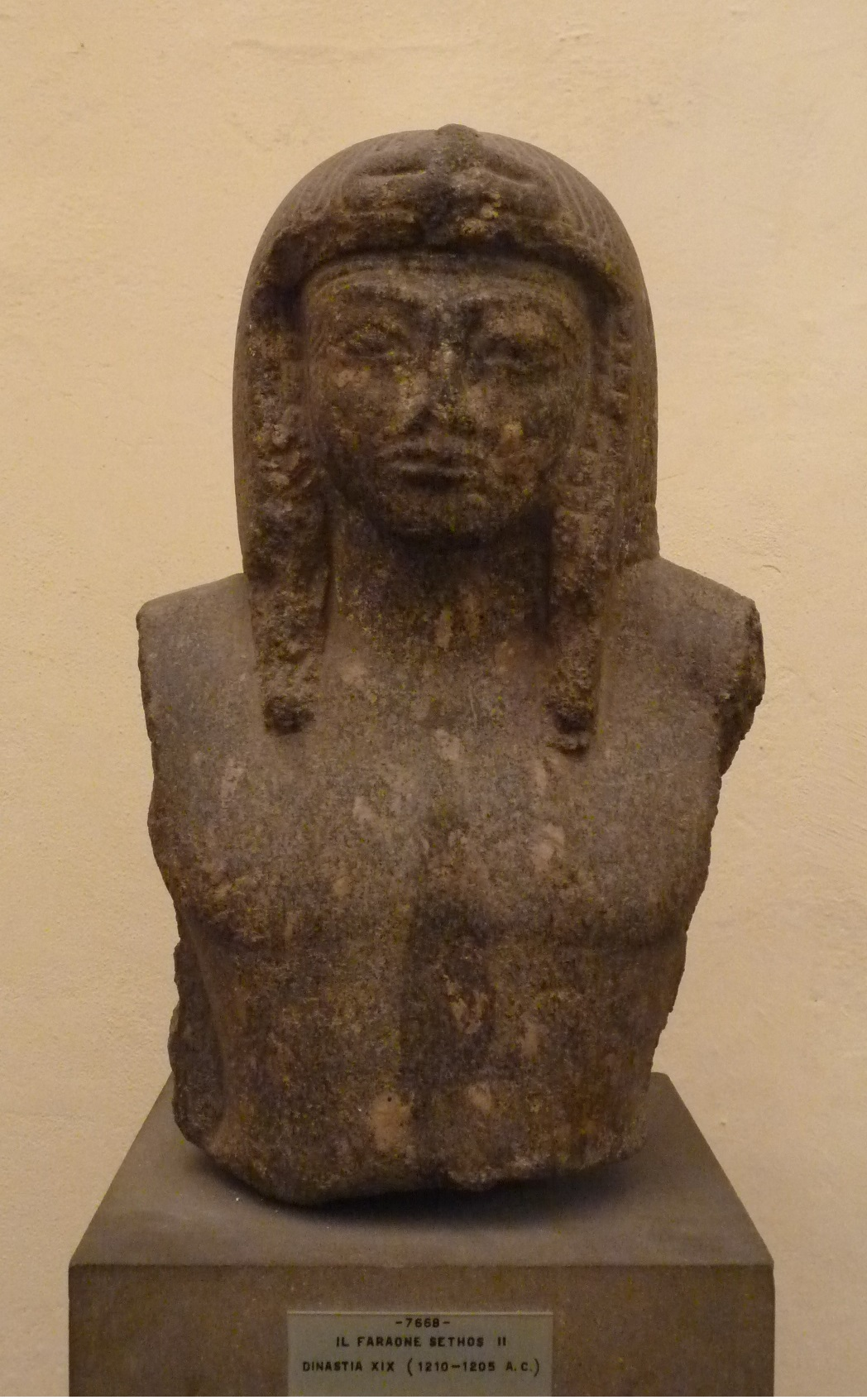
Busto in granito di Seti II. Firenze, Museo archeologico nazionale

Figlio di Merenptah e di Isinofret, dovrebbe aver regnato per circa sei anni anche se il suo regno potrebbe essere stato inframmezzato a quello di Amenmose, altro pretendente al trono.

La situazione è estremamente complessa in quanto i pochi dati a nostra disposizione non permettono neppure di definire, in modo sicuro, la sequenza degli ultimi sovrani della XIX dinastia.

Ramesse III, nella lista degli antenati non riporta alcuno dei successori di Seti II saltando direttamente a Sethnakht, suo padre e fondatore della XX dinastia.

Comunque in base alle datazioni dei monumenti sembra che al termine del suo regno Seti II avesse recuperato il pieno controllo dell'Egitto. I nostri dati non ci permettono comunque di stabilire se vi fu una vera e propria guerra civile o se si trattò di un confronto politico anche se è ragionevolmente accettabile supporre che Amenmesse non abbia mai avuto il controllo di tutto lo stato ma solamente quello dell'Alto Egitto.

Sposa di Seti II fu Tausert, fatto che la rese matrigna di Siptah, il successore.

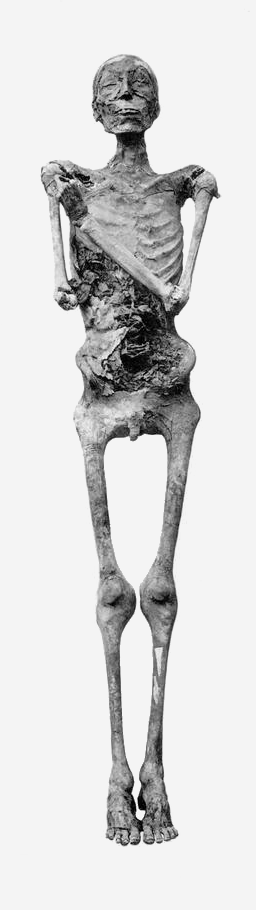
La mummia di Seti II in una foto di G. Elliot Smith

Secondo una teoria Seti II sposò anche Takhat (II) da cui sarebbe nato Amenmose. Questa ricostruzione è stata resa poco verosimile dalla ricognizione moderna della mummia di Seti II che ha rivelato come alla sua morte fosse un uomo di media età circostanza che rende poco spiegabile la presenza di un figlio in età adatta a tentare la scalata al potere.

Malgrado le traversie del suo regno Seti II esplicò una certa attività edilizia, restaurò ed ampliò alcuni monumenti, usurpando quelli eretti da Amenmesse ed anche da altri.

Non sono documentate spedizioni all'estero, sia nell'area palestinese che il quelle nubiana e libica da parte dell'esercito egizio.

## Mummia
La mummia di Seti II fu rinvenuta nella tomba KV35 della Valle dei Re (il cui titolare è il faraone Amenofi II), ma il luogo originario di sepoltura è stato identificato con un'altra tomba, KV15, nella medesima necropoli. La salma di Seti II, sbendata dall'anatomista Elliot Smith il 5 settembre 1905, è quella di un uomo di mezza età, alto 1 metro e 64 centimetri, la cui imbalsamazione fu molto accurata; tuttavia, la sua salma fu oggetto di una particolare violenza da parte dei saccheggiatori che, in cerca di gioielli e amuleti preziosi, ne decapitarono il corpo con asce o coltelli, oltre a mozzarne le braccia e le dita. L'avambraccio destro, la mano destra e varie dita non sono mai stati ritrovati. A dispetto di tale veemente razzia, sono stati recuperati degli amuleti in faience blu, stretti con cordicelle alle gambe del re. La mummia così profanata venne restaurata più di un secolo dopo, durante la XXI dinastia, in occasione della traslazione dalla KV15 alla KV35, e riavvolta in nuove bende e in un grande sudario su cui fu trascritta la concitata vicenda dei resti del faraone.
Il 3 aprile 2021 la sua mummia è stata traslata con la Parata d'oro dei faraoni dal vecchio Museo Egizio al nuovo Museo nazionale della Civiltà egiziana.

## Titolatura
| G5 |

| G5 |

| E1 · D40 | G36 · r | F9 | F9 | D40 |

| E1 · D40 | G36 · r | F9 | F9 | D40 |

| E1 · D40 | G36 · r | F9 | F9 | D40 |

| E1 · D40 | G36 · r | F9 | F9 | D40 |

| E1 · D40 | G36 · r | F9 | F9 | D40 |

| E1 · D40 | G36 · r | F9 | F9 | D40 |

| E1 · D40 | G36 · r | F9 | F9 | D40 |

| E1 · D40 | G36 · r | F9 | F9 | D40 |

| G16 |

| G16 |

| n · M3 | Aa1 · t | D40 · F23 | D46 · r | D40 · T10 | t · Z2s | Z2s · Z2s |

| n · M3 | Aa1 · t | D40 · F23 | D46 · r | D40 · T10 | t · Z2s | Z2s · Z2s |

| G8 |

| G8 |

| O29 · H4 · Z2s | m | N16 · N16 · N16 | nb | Z2s |

| O29 · H4 · Z2s | m | N16 · N16 · N16 | nb | Z2s |

| M23 · X1 | L2 · X1 |

| M23 · X1 | L2 · X1 |

| N5 | F12 | L1 · Z2s | N5 | U21 · n |

| N5 | F12 | L1 · Z2s | N5 | U21 · n |

| N5 | F12 | L1 · Z2s | N5 | U21 · n |

| N5 | F12 | L1 · Z2s | N5 | U21 · n |

| N5 | F12 | L1 · Z2s | N5 | U21 · n |

| N5 | F12 | L1 · Z2s | N5 | U21 · n |

| N5 | F12 | L1 · Z2s | N5 | U21 · n |

| N5 | F12 | L1 · Z2s | N5 | U21 · n |

| G39 | N5 |

| G39 | N5 |

| p · t | V28 | C7 | mr · n | i | i |

| p · t | V28 | C7 | mr · n | i | i |

| p · t | V28 | C7 | mr · n | i | i |

| p · t | V28 | C7 | mr · n | i | i |

| p · t | V28 | C7 | mr · n | i | i |

| p · t | V28 | C7 | mr · n | i | i |

| p · t | V28 | C7 | mr · n | i | i |

| p · t | V28 | C7 | mr · n | i | i |

Su alcune statue, come quella conservate a Torino ed a Parigi, il prenomen compare nella forma
| N5 | F12 | L1 · Z2s | mr | i | mn · n |

| N5 | F12 | L1 · Z2s | mr | i | mn · n |

| N5 | F12 | L1 · Z2s | mr | i | mn · n |

| N5 | F12 | L1 · Z2s | mr | i | mn · n |

wsr ḫprw rˁ mr i -mn - Userkheperura Meriamon, (grandi sono le manifestazioni di Ra, amato da Amon)

invece
che nella forma

Userkheperura Setepenra
| Nome Horo          | Giuseppe Flavio | anni di regno | Sesto Africano | anni di regno | Eusebio di Cesarea | anni di regno | Altri nomi |
| ------------------ | --------------- | ------------- | -------------- | ------------- | ------------------ | ------------- | ---------- |
| Ka-nekhet ur pethy | non citato      |               | non citato     |               | non citato         |               | Seti II    |